# Maria do Céu Lopes da Silva
Maria do Céu Lopes da Silva Federer (Ataúro, 1957) é uma assistente social e política timorense que foi candidata à Presidência da República nas eleições de 2012.

## Biografia
Maria do Céu da Silva Lopes Federer nasceu na ilha de Ataúro, em Timor português, em 1957. O seu pai era jornalista e advogado, em desacordo com o governo. Ela foi um linguista especialista em seis línguas. Foi um membro da resistência timorense e viajou entre a Austrália e Timor-Leste, embora tivesse criado a sua família na Austrália. Foi uma dos fundadoras da organização não governamental designada por Timor Aid.
Em 2003, ela forneceu provas numa audiência pública sobre os maus-tratos de presos políticos no início da década de 1980. Ela disse que viu as pessoas de idade, mulheres e crianças chegando à ilha de Ataúro, onde ela estava trabalhando como trabalhadora humanitária. Tratavam-se pessoas aliciadas para viajar para lá, porque acreditavam que iam numa breve visita, chegando com poucas posses. Embora a situação geral era mais relaxada na ilha, algumas mulheres foram abusadas sexualmente, e muitas crianças morreram numa epidemia de cólera.
No mesmo ano, ela liderou a Comissão Nacional de Eleições que organizou as eleições.
Está a investigar para um um livro sobre as ativistas desconhecidas de Timor-Leste. Ela concorreu como independente na eleição presidencial de 2012 e obteve 0,4% dos votos.

## Distinções
- Insígnia da Ordem de Timor-Leste (30 de agosto de 2009)[2]